# John Billingham
Pour les articles homonymes, voir Billingham (homonymie).
John Billingham, né le 18 mars 1930 à Worcester au Royaume-Uni et mort le 4 août 2013 à Grass Valley en Californie, est un médecin britannique.

## Biographie

### Jeunesse et formation
John Billingham est scolarisé à la Royal Grammar School Worcester (en), puis entreprend des études de médecine à l'University College de l'université d'Oxford, dont il sort diplômé en 1954,. Durant six ans, il étudie les contraintes subies par les équipages en haute altitude au RAF Institute of Aviation Medicine (en) de la Royal Air Force,.

### Carrière à la NASA
Dans le cadre de ses travaux, Billingham se rend fréquemment aux États-Unis afin de prendre part à des conférences. Après le lancement du premier satellite Spoutnik, qui annonce l'ère spatiale, il s'intéresse à la médecine spatiale et soumet des articles à la British Interplanetary Society. Ses publications scientifiques lui permettent d'entrer à la NASA en 1963. Il dirige la branche consacrée à la physiologie environnementale du centre spatial Lyndon B. Johnson de Houston et participe à l'étude de la combinaison spatiale des astronautes américains. À partir de 1965, il travaille au Ames Research Center et dirige le département biotechnologie, puis celui consacré aux sciences de la vie.
Au cours des années 1960, John Billingham commence à s'intéresser à l'astrobiologie, l'étude de la vie ailleurs que sur Terre, grâce à l'ouvrage Intelligent Life in the Universe des astronomes Carl Sagan et Iossif Chklovski. Avec Bernard M. Oliver, il organise un colloque durant lequel des scientifiques ébauchent un programme de recherche des signaux émis par de possibles civilisations extraterrestres grâce à un réseau de radiotélescopes. Baptisé projet Cyclops, il ne sera jamais mis en œuvre en raison de son coût, évalué à 10 milliards de dollars. La NASA finance néanmoins des recherches et Billingham est nommé en 1976 à la tête de l'Extraterrestrial Research Division,. En 1991, il prend la direction de l'Office of the Search for Extraterrestrial Intelligence de l'agence gouvernementale. Un programme de recherche baptisé Microwave Observing Program (MOP), puis à partir de 1992 High Resolution Microwave Survey (HRMS), est annulé un an plus tard par le Congrès.

### Institut SETI
Billingham quitte alors la NASA et rejoint l'institut SETI, un organisme sans but lucratif basé à Mountain View. L'institut mène à bien le programme de recherche de signaux, ainsi que des recherches dans le domaine de l'astrobiologie. Il est soutenu par des universités, ainsi que des financements privés et des subventions fédérales,.